# 135e régiment d'infanterie (France)
Le 135e régiment d'infanterie (135e RI) est un régiment d'infanterie de l'Armée de terre française créé sous le Premier Empire à partir de quatre cohortes du premier ban de la garde nationale.

## Création et différentes dénominations
- 14 janvier 1813 : Création du 135e régiment d'infanterie de ligne
- 12 mai 1814 : Le régiment est licencié
- 28 octobre 1870 : Création du 135e régiment d'infanterie de ligne
- 4 avril 1872 : le régiment devient 120e de ligne
- 30 septembre 1873 : nouvelle création du 135e régiment d'infanterie de ligne
- 1929 : dissolution
- 1er juin 1940 : nouvelle création du 135e régiment d'infanterie
- juillet 1940 : dissolution

## Colonelsouchef de brigade
- 1887 : Colonel Segaud
- 27 août 1890 : Colonel Goujat dit Maillard
- 14 août 1893 :

- 1905 : colonel Jean-François Émile Woirhaye

- 27 mars 1911 : Colonel de Bazelaire, blessé le 23 août 1914.
- 29 août 1914 : Colonel Louis Marie César Graux.
- 9 septembre 1914, le colonel Louis Marie César Graux est blessé, c'est le Capitaine Sanceret qui devient commandant du régiment. Le Colonel Maury, tué à Zonnebeke (Belgique). Remplacé par le Colonel Solninihac, qui est blessé. Remplacé par le Commandant Colliard, qui est tué presque aussitôt.
- avril 1915 : Colonel Audiat-Thiry, est tué dans la région d'Ypres (Belgique).
- Colonel Gabon. Commandant Nicloux.
- 1916 : Colonel Richard.
- 1917 : Colonel Camors.
- 1918 : Colonel Régnier-Vigouroux.
- 1919 : Lieutenant-Colonel Boisselet.

## Historique des garnisons, combats et batailles du135eRI

### Guerres de la Révolution et de l'Empire

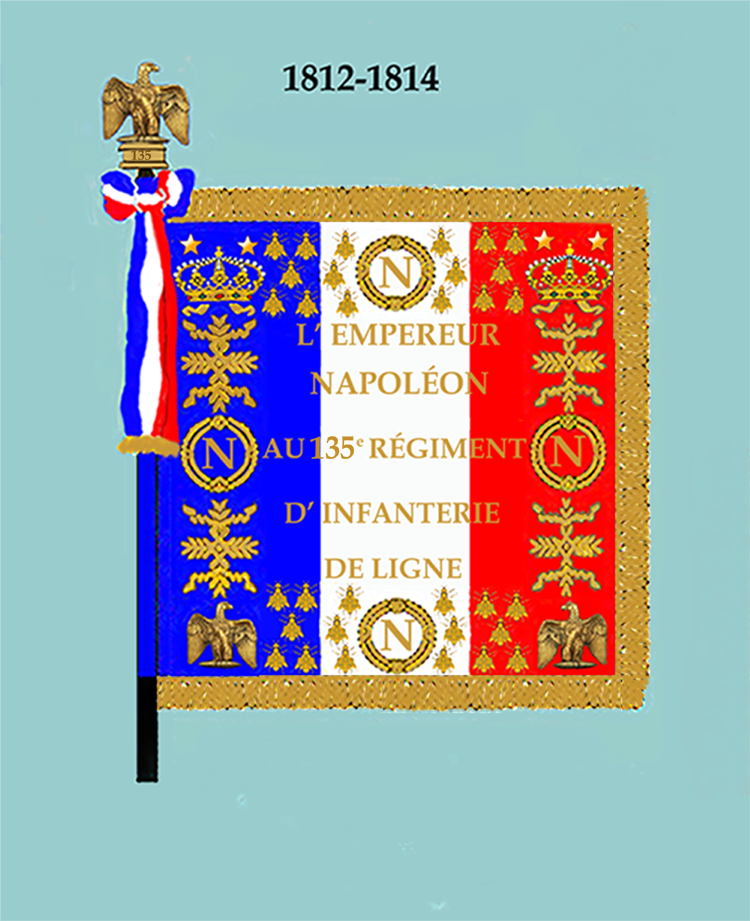
Drapeau modèle de 1812 (avers)
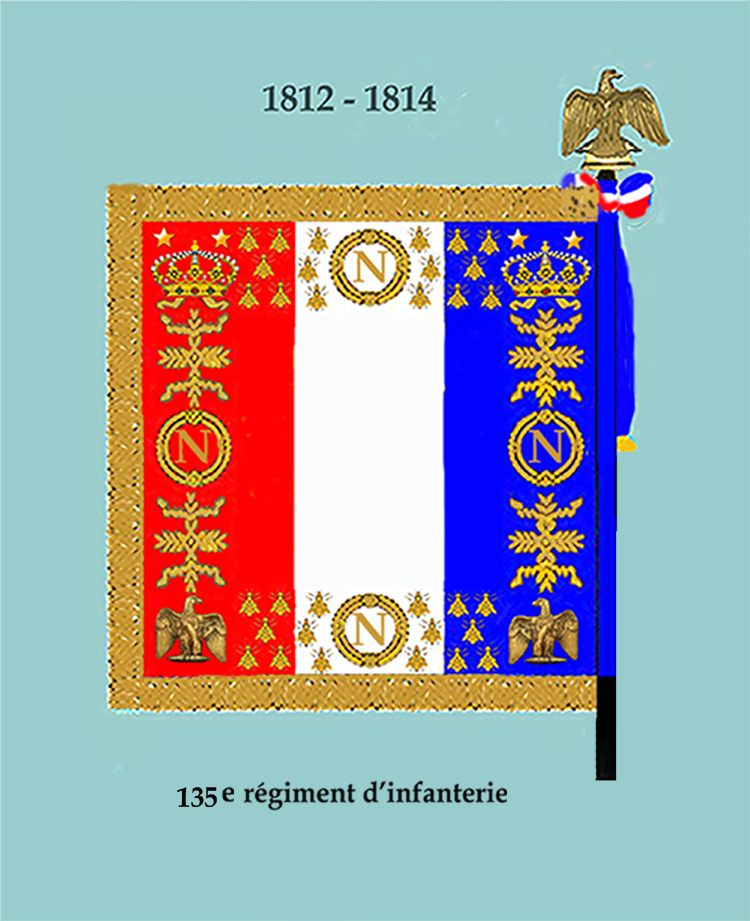
Drapeau modèle de 1812 (revers)

Le 135e régiment d'infanterie de ligne est formé à Paris le 14 janvier 1813, avec les :
- 1re cohorte du premier ban de la garde nationale formée dans le département de la Seine
- 8e cohorte du premier ban de la garde nationale formée dans le département de la Meuse
- 9e cohorte du premier ban de la garde nationale formée dans le département des Forêts
- 11e cohorte du premier ban de la garde nationale formée dans le département des Vosges

Le 135e de ligne, fait la campagne d'Allemagne de 1813 dans le 5e corps de la Grande Armée et combat à Lützen, Leipzig (16-19 octobre 1813), Goldberg et Hanau et celle de 1814 dans les 2e et 6e corps de la Grande Armée ou il participe, durant la campagne de France aux batailles de Mormant, Montereau et Bar-sur-Aube.
Après ses deux campagnes, le 135e régiment d'infanterie de ligne est presque entièrement détruit.
Le 12 mai 1814, pendant la Première Restauration, le 135e régiment d'infanterie de ligne est licencié, et conformément à l'article 5 de l'ordonnance du 12 mai 1814 :
- Les 1er et 2e bataillons sont amalgamés, avec le 58e régiment d'infanterie de ligne et le 2e bataillon du 2e régiment de voltigeurs de la Garde impériale, dans le 54e régiment d'infanterie de ligne.
- Le 3e bataillon est amalgamé, avec le 1er régiment d'infanterie de ligne, dans le régiment du Roi[2].

Le no 135 n'existe plus et devient vacant et le reste jusqu'au décret du 28 octobre 1870 qui transforme les 39 régiments d'infanterie de marche en régiment d'infanterie de ligne numérotés de 101 à 139.

### 1870 à 1914
À l'origine du nouveau 135e RI, le 35e régiment de marche est créé le 27 septembre 1870 durant le siège de Paris, lors de la guerre franco-allemande de 1870. Le 28 octobre 1870, le 35e régiment de marche devient le 135e régiment d'infanterie de ligne.
Pendant le siège de Paris, il fait partie du corps d'armée de Saint-Denis avec lequel le 30 novembre 1870 il participe au combat d'Épinay-sur-Seine.
Du 21 au 28 mai 1871, le régiment participe à la Semaine Sanglante. Portant un numéro plus élevé que le nombre de régiments d'infanterie français conservés en 1872, le 135e de ligne est renommé 120e régiment d'infanterie de ligne par décret du 4 avril 1872.
Le régiment est récréé par instruction du 30 septembre 1873, à partir de compagnies des :
- 32e régiment d'infanterie de ligne,
- 66e régiment d'infanterie de ligne,
- 68e régiment d'infanterie de ligne,
- 77e régiment d'infanterie de ligne,
- 90e régiment d'infanterie de ligne,
- 114e régiment d'infanterie de ligne et
- 125e régiment d'infanterie de ligne[8].

Il appartient à la 36e brigade de la 18e division d'infanterie du 9e corps d'armée.
Lors de la réorganisation des corps d'infanterie de 1887, le 3e bataillon forme le 156e régiment d'infanterie.

### Première Guerre mondiale
Casernement en 1914 : Angers.
À la 18e division d'infanterie d'août 1914 à janvier 1917 puis à la 152e division d'infanterie jusqu'en novembre 1918.

#### 1914
22 août 1914 : il perd 17 officiers et 1 500 hommes, tués, blessés ou disparus, dans la région de Bièvre (Belgique).
30 août 1914 : le régiment perd 11 officiers et 1 100 hommes dans la région de Faux, dans les combats d'arrière-garde.
8 - 9 septembre 1914 : pendant la contre-offensive de la Marne, le régiment est engagé au nord de Fère-Champenoise.
25 octobre 1914 : avec le 114e RI, il prend Zonnebeke (Belgique).

#### 1915
25 septembre 1915 : à Agny (62), il perd 38 officiers et 1 162 hommes.

#### 1916
21 avril - 10 mai: le régiment est engagé à Verdun, il perd 31 officiers et 979 hommes.

#### 1917
L'Aisne... Loivre, Brimont, Villers-Franqueux, puis Moulin de Loivre...

#### 1918
Lorraine...Aisne...Bataille des Flandres.

De juin à novembre 1918, le 135e RI repousse plusieurs attaques allemandes et fait partie des régiments de poursuite, il est cité 3 fois à l'ordre de l'Armée.

### Entre-deux-guerres
En 1928, il est caserné à Angers et Cholet.

### Seconde Guerre mondiale
- Sous le nom de 135e régiment d'infanterie, il est formé le 1er juin 1940 à partir du 213e RI et d'éléments du 295e et 331e RI. Il appartient à la 59e division légère d'infanterie[11].
- Recréation en août 1944 avec des FFI du Maine-et-Loire et de la Sarthe, dissous le 9 janvier 1945.

## Drapeau

Dessin du revers du drapeau du.

Il porte, cousues en lettres d'or dans ses plis, les inscriptions suivantes :
- Lützen 1813
- Goldberg 1813
- Hanau 1813
- Saint-Gond 1914
- Verdun 1916
- Montdidier 1918
- Saint-Quentin 1918

## Décorations
La cravate du drapeau du régiment est décorée de la Croix de guerre 1914-1918 avec trois citations à l'ordre de l'armée.
Le régiment a le droit au port de la fourragère aux couleurs du ruban de la croix de guerre 1914-1918.

## Personnalités ayant servi au135eRI
- le capitaine Paul Pau pendant la campagne contre la commune de Paris.
- Albert Chichery, né le 12 octobre 1888 Le Blanc (Indre) où il est mort le 15 août 1944, tué par un commando de résistants, est un homme politique français.
- André Biguet (1892-1918), poète, sous-lieutenant, figure parmi les 560 écrivains morts pour la France au Panthéon.

## Sources et bibliographie
- Bibliographie fournie par le musée du château de Vincennes.
- Victor Belhomme, Histoire de l'infanterie en France, t. 5, Henri Charles-Lavauzelle, 1902 (lire en ligne)
- Serge Andolenko, Recueil d'historiques de l'infanterie française, Eurimprim, 1969.
- Henri Descoings : 135e de ligne : historique du régiment